# Lista över svenska marinförband
Detta är en lista över svenska kustartilleri- och amfibieregementen samt marinflottiljer

## Kustartillerregementen
- KA 1 Vaxholms kustartilleriregemente (1902–2000)
- KA 2 Karlskrona kustartilleriregemente (1902–2000)
- KA 3 Gotlands kustartilleriregemente (1937–2000)
- KA 4 Älvsborgs kustartilleriregemente (1942–2000)
- KA 5 Härnösands kustartilleriregemente (1953–1998)

## Amfibieregementen
- Amf 1 - Vaxholms amfibieregemente (2000–2006)
- Amf 1 - Amfibieregementet (2006–2021)
- Amf 1 - Stockholms amfibieregemente (2021–)
- Amf 4 - Älvsborgs amfibieregemente (2000–2004, 2021–)

## Flottiljer
- 1.ubavd - Första ubåtsavdelningen (1994–1998)
- 1.ubflj - Första ubåtsflottiljen (1998–)
- 2.yaflj - Andra ytattackflottiljen (1994–1998)
- 2.ysflj - Andra ytstridsflottiljen (1998–2004)
- 2.minkriavd - Andra minkrigsavdelningen (1994–2000)
- 3.yaflj - Tredje ytattackflottiljen (1994–1998)
- 3.ysflj - Tredje ytstridsflottiljen (1998–2005)
- 3.sjöstridsflj - Tredje sjöstridsflottiljen (2005–)
- 4.minkriflj - Fjärde minkrigsflottiljen (2000–2004)
- 4.sjöstridsflj - Fjärde sjöstridsflottiljen (2005–)

## Baser och kommandon
- MarinB - Marinbasen (2005–)
- BoLu - Luleå marina bevakningsområde (1973–1987)
- Ostkustens marindistrikt (1946–1957)
- Marinkommando Ost (1957–1966)
- ÖrlB O - Ostkustens örlogsbas (1966–1990)
- MKO - Ostkustens marinkommando (1990–2000)
- MarinB O  - Ostkustens marinbas (2000–2004)
- Norrlandskustens marindistrikt (1902–1956)
- Marinkommando Nord (1956–1966)
- ÖrnB N - Norrlandskustens örlogsbasavdelning (1966–1987)
- MKN - Norrlandskustens marinkommando (1987–2000)
- Västkustens marindistrikt (1902–1956)
- Marinkommando Väst (1956–1966)
- ÖrlB V - Västkustens örlogsbas (1966–1985)
- MKV - Västkustens marinkommando (1985–2000)
- Öresunds marindistrikt (1928–1951)
- BoMö - Malmö marina bevakningsområde (1951–1993)
- MDÖ - Öresunds marindistrikt (1993–2000)
- Sydkustens marindistrikt (1902–1956)
- Marinkommando Syd (1956–1966)
- ÖrlB S - Sydkustens örlogsbas (1966–1990)
- MKS - Sydkustens marinkommando (1990–2000)
- MarinB S - Sydkustens marinbas (2000–2004)